# Schärdingi járás
A Schärdingi járás Ausztriában, Felső-Ausztria tartományban található. Schärdingi járás Passau, Grieskircheni, Rohrbachi és Ried im Innkreis-i járásokkal határos. Lakosainak száma 57 497 fő (2022. január 1.).

## A járáshoz tartozó települések
- Altschwendt
- Andorf
- Brunnenthal
- Diersbach
- Dorf an der Pram
- Eggerding
- Engelhartszell
- Enzenkirchen
- Esternberg
- Freinberg
- Kopfing im Innkreis
- Mayrhof
- Münzkirchen
- Raab
- Rainbach im Innkreis
- Riedau
- Sankt Aegidi
- Sankt Florian am Inn
- Sankt Marienkirchen bei Schärding
- Sankt Roman
- Sankt Willibald
- Schardenberg
- Schärding
- Sigharting
- Suben
- Taufkirchen an der Pram
- Vichtenstein
- Waldkirchen am Wesen
- Wernstein am Inn
- Zell an der Pram